# Червоне (Вінницький район)
Червоне — селище в Україні, в Іллінецькій міській громаді Вінницького району Вінницької області. Розташоване на лівому березі річки Соб (притока Південного Бугу) за 10 км на південний схід від міста Іллінці. Через село проходить автошлях Р33. Населення становить 33 особи (станом на 1 січня 2018 р.).

## Історія
12 червня 2020 року, відповідно до розпорядження Кабінету Міністрів України № 707-р «Про визначення адміністративних центрів та затвердження територій територіальних громад Вінницької області» село увійшло до складу Іллінецької міської громади.
19 липня 2020 року, в результаті адміністративно-територіальної реформи та ліквідації Іллінецького району, селище увійшло до складу Вінницького району.
22 червня 2023 року рішенням Національної комісії зі стандартів державної мови віднесено до списку населених пунктів, які «можуть не відповідати лексичним нормам української мови», зокрема стосуватися «російської імперської чи колоніальної політики». Громаді рекомендовано обґрунтувати доцільність збереження поточної назви або запропонувати нову назву в установленому законодавством порядку.

## Населення

### Мова
Розподіл населення за рідною мовою за даними :
| Мова       | Кількість | Відсоток |
| ---------- | --------- | -------- |
| українська | 41        | 100%     |

## Символіка
Затверджена 18 липня 2018 р. рішенням № 646 XXXIV сесії міської ради VIII скликання. Автори — Н. Л. Покрищук, К. М. Богатов, В. М. Напиткін.

### Герб
У червоному щиті з золотою главою, відділеною полум'яподібно, дві срібних шаблі в косий хрест. Герб вписаний у золотий декоративний картуш і увінчаний золотою сільською короною. Унизу картуша напис «ЧЕРВОНЕ».
Герб символізує події Визвольної війни і важкі бої, які відбувалися в цій місцевості між козаками та поляками.

### Прапор
Квадратне полотнище розділене полум'яподібно на дві горизонтальні частини — жовту і червону — у співвідношенні 1:2. На нижній частині дві білих шаблі, покладених навхрест.

## Галерея

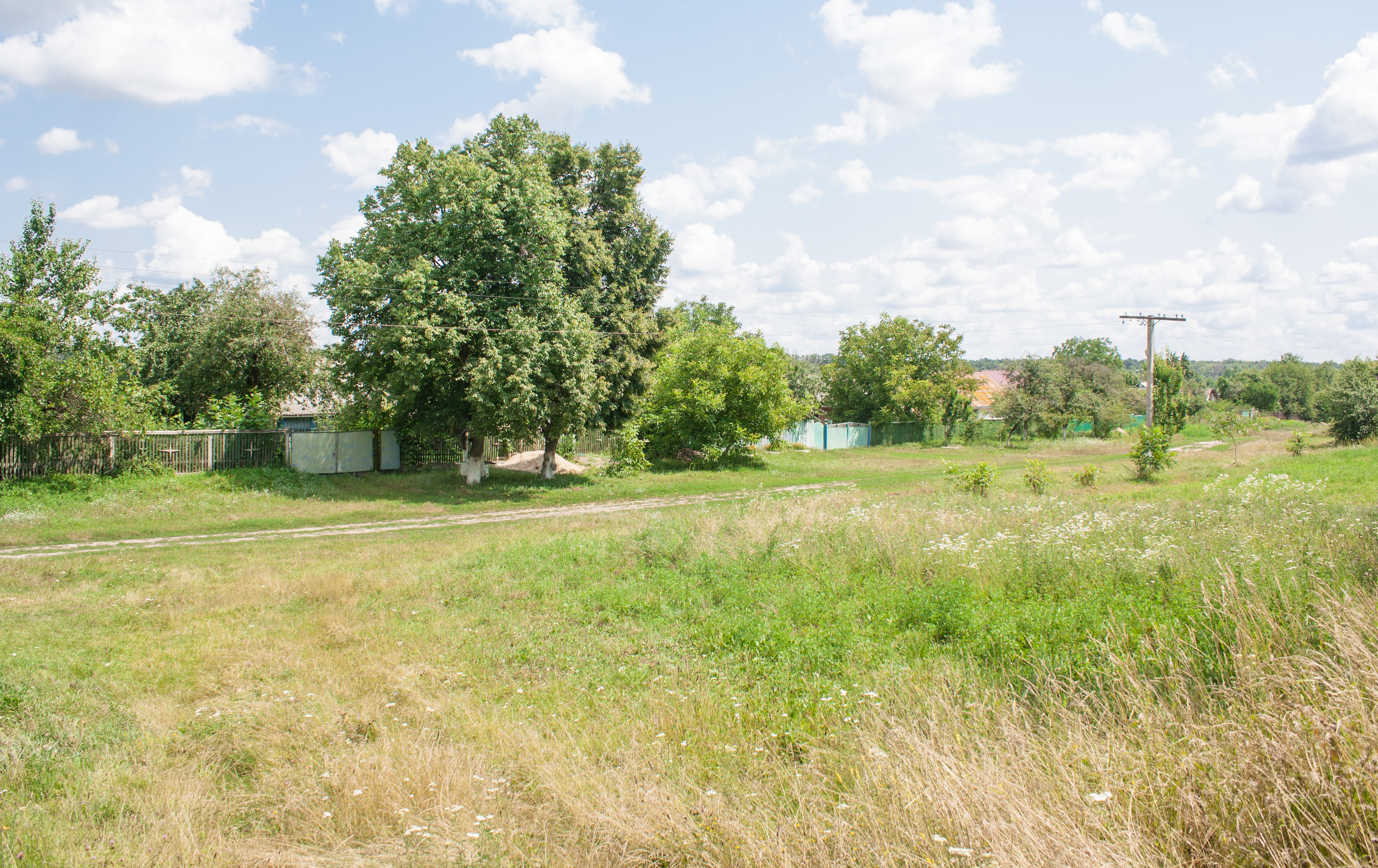
Вулиця